# Иессей
Иессе́й (ивр. יִשַׁי‎, «Иегова есть Сущий»; араб. يسى‎, Yessi; греч. Ἰεσσαί, Iessai; лат. Isai) — отец царя Давида (Мф. 1:6).
Он происходил из древнего иудейского рода, был сыном Овида (Руфь. 4:22) и внуком Вооза и моавитянки Руфь, жил в Ефрафе (Эфрата) или Вифлееме (1Цар. 17:12). У него было большое семейство, состоявшее из восьми сыновей. Иессея посетил пророк Самуил и помазал Давида на царство при живом царе Сауле (1Цар. 16:1). После конфликта Давида с Саулом был вынужден бежать в Моав (1Цар. 22:3).
Согласно пророку Исайи из потомков Иессея должен был произойти Мессия (Ис. 11:1) — Иисус Христос.
Древо Иессеево — это Родословие Иисуса.

## Сыновья
- первенец Елиав (1Цар. 16:6, 1Пар. 2:13),
- Аминадав (1Цар. 16:8),
- Самма (1Цар. 16:9),
- Нафанаил (1Пар. 2:14),
- Раддай (1Пар. 2:14),
- Оцем (1Пар. 2:15),
- Давид.